# グルーヴジェット (イフ・ディス・エイント・ラヴ)
「グルーヴジェット (イフ・ディス・エイント・ラヴ)」(Groovejet (If This Ain't Love))は、イタリアのDJスピラーとイギリスのシンガーソングライター、ソフィー・エリス・ベクスターの楽曲。
ヨーロッパとオーストラリアを中心にヒットし、批評的にも称賛された本曲はイギリス、ニュージーランド、アイルランド、オーストラリアなどで首位を記録し、アメリカ合衆国ビルボードのダンス・クラブ・プレイ・チャートでも3位を記録した。2013年7月には英国レコード産業協会よりプラチナ認定を受け、イギリスだけで64万枚の売り上げを記録した。

## 解説
本曲は元々1999年初頭にスピラーがインストゥルメンタル曲として「マイティー・マイアミ」のEPに収録していたものだった。本曲にはキャロル・ウィリアムズのディスコ曲「ラヴ・イズ・ユー」がサンプリングされている。曲のタイトルは最初に本曲を演奏したフロリダのマイアミ・ビーチにあるナイトクラブから採られている。
インストゥルメンタルはただの繰り返しでしかなかったため、よりエアプレイなど幅広い需要に対応するためにポジティバ・レコードから元Theaudienceのメンバーでもあるソフィー・エリス・ベクスターに曲の歌詞などの書き加えとヴォーカルを担当するようにというオファーがあった。更にロブ・デイヴィスも制作に加わり、印象的なサビの歌詞を仕上げた。
本曲は様々なリミキサー達によるリミックスも発表され、2001年8月にはiPodの試作品で初めて再生する曲に選ばれた。

## 評価
イギリスでは週の半ばまで一番の売り上げを記録していたヴィクトリア・ベッカムのスパイス・ガールズ解散後初のソロ・シングルを上回る売り上げを記録し、メディアはソフィーとヴィクトリアのライバル関係を煽った。本曲は2000年のシングル年間売り上げランキングで8位を記録している。2015年4月には2000年以降で最も高い売り上げを記録した12インチシングルである事もオフィシャル・チャート・カンパニーから発表された。
イギリスだけでなく、アイルランドでは2週間、オーストラリアでは3週間、ニュージーランドでは7週間に渡ってナンバーワン・シングルとなり、その他のヨーロッパの国でも多くの国でTOP5やTOP10にチャートインした。
2025年、ビルボードは本曲を「これまでで最も最高のダンス・ソング100選」のリストの中に本曲を選出した。

## ミュージック・ビデオ
ビデオはソフィーとスピラーがそれぞれタイのバンコクを闊歩する様子が描かれている。

## その他のヴァージョン
ソフィーのシングル「ミュージック・ゲッツ・ザ・ベスト・オブ・ミー」にはライヴ・ヴァージョンが収録され、このヴァージョンはアルバム『リード・マイ・リップス』の2002年以降の版にも追加収録された。
ソフィーの2020年のベスト・アルバム『ソングス・フロム・ザ・キッチン・ディスコ』には再録音したヴァージョンが収録された。

## トラックリスト
| - European CD single 1. "Groovejet (If This Ain't Love)" (radio edit) – 3:43 2. "Groovejet (If This Ain't Love)" (instrumental radio) – 3:30 3. "Groovejet (If This Ain't Love)" (BMR's club cut) – 6:57 4. "Groovejet (If This Ain't Love)" (Spiller's extended vocal mix) – 7:28 5. "Groovejet (If This Ain't Love)" (Todd Terry's In House remix) – 6:51 6. "Groove Jet" – 6:18 - UK CD single 1. "Groovejet (If This Ain't Love)" (radio edit) – 3:47 2. "Groovejet" – 6:18 3. "Groovejet" (Solar's Jet Groove dub mix) – 8:18 | - UK 12-inch single A1. "Groovejet (If This Ain't Love)" (Spiller's extended vocal mix) – 7:27 AA1. "Groovejet" – 6:18 AA2. "Groovejet" (Solar's Jet Groove dub mix) – 5:55 - German maxi-CD single 1. "Groovejet (If This Ain't Love) (radio edit) – 3:41 2. "Groovejet (If This Ain't Love) (original version) – 6:16 3. "Groovejet (If This Ain't Love) (BMR's club cut) – 6:57 4. "Groovejet (If This Ain't Love) (Spiller's extended vocal mix) – 7:26 5. "Groovejet (If This Ain't Love) (Todd Terry's In House remix) – 6:47 6. "Groovejet (If This Ain't Love) (Ray Roc's Trackworks Remix Part II) – 8:10 |

## チャート
| チャート (2000–2001)                     | 最高 順位 |
| ---------------------------------------- | --------- |
| オーストラリア (ARIA)                    | 1         |
| Australian Dance (ARIA)                  | 1         |
| オーストリア (Ö3 Austria Top 40)         | 16        |
| ベルギー (Ultratop 50 Flanders)          | 15        |
| ベルギー (Ultratop 50 Wallonia)          | 13        |
| デンマーク (IFPI)                        | 9         |
| ヨーロッパ (Eurochart Hot 100)           | 12        |
| フィンランド (Suomen virallinen lista)   | 6         |
| フランス (SNEP)                          | 17        |
| ドイツ (GfK Entertainment charts)        | 14        |
| ハンガリー (マハーズ)                    | 9         |
| アイスランド (Íslenski Listinn Topp 40)  | 4         |
| アイルランド (IRMA)                      | 1         |
| アイルランド Dance (IRMA)                | 1         |
| イタリア (FIMI)                          | 9         |
| オランダ (Dutch Top 40)                  | 10        |
| オランダ (Single Top 100)                | 13        |
| ニュージーランド (Recorded Music NZ)     | 1         |
| ノルウェー (VG-lista)                    | 4         |
| ポーランド (Polish Airplay Charts)       | 12        |
| ポルトガル (AFP)                         | 6         |
| スコットランド (Official Charts Company) | 1         |
| スウェーデン (Sverigetopplistan)         | 28        |
| スイス (Schweizer Hitparade)             | 5         |
| UK シングルス (OCC)                      | 1         |
| UK ダンス (OCC)                          | 1         |
| US Dance Club Play (ビルボード)          | 3         |
| US Maxi-Singles Sales (ビルボード)       | 27        |

| チャート (2021)            | 最高 順位 |
| -------------------------- | --------- |
| ハンガリー (Single Top 40) | 24        |

| チャート (2000)                         | 順位 |
| --------------------------------------- | ---- |
| オーストラリア (ARIA)                   | 9    |
| ベルギー (Ultratop 50 Wallonia)         | 83   |
| ヨーロッパ (Eurochart Hot 100)          | 41   |
| フランス (SNEP)                         | 68   |
| アイスランド (Íslenski Listinn Topp 40) | 64   |
| アイルランド (IRMA)                     | 17   |
| オランダ (Dutch Top 40)                 | 54   |
| オランダ (Single Top 100)               | 84   |
| ニュージーランド (RIANZ)                | 20   |
| スイス (Schweizer Hitparade)            | 45   |
| イギリス (OCC)                          | 8    |

| チャート (2001)    | 順位 |
| ------------------ | ---- |
| ブラジル (Crowley) | 58   |

| チャート (2000–2009)  | 順位 |
| --------------------- | ---- |
| オーストラリア (ARIA) | 83   |

## 認定
| 国/地域                                             | 認定        | 認定/売上数 |
| --------------------------------------------------- | ----------- | ----------- |
| オーストラリア (ARIA)                               | 2× Platinum | 140,000^    |
| ニュージーランド (RMNZ)                             | Platinum    | 10,000*     |
| イギリス (BPI)                                      | Platinum    | 642,000     |
| * 認定のみに基づく売上数 ^ 認定のみに基づく出荷枚数 |             |             |